# Munkhbayar Dorjsuren
Munkhbayar Dorjsuren (em mongol: Доржсүрэнгийн Мөнхбаяр, Dordschsürengiin Mönchbajar, Ulaanbaatar, 9 de julho de 1969) é uma atiradora esportiva alemã-mongolesa que aceitou em 2002 a nacionalidade alemã.
Munkhbayar Dorjsuren, representando ainda a Mongólia, participou nos Jogos Olímpicos de Barcelona 1992 (medalha de bronze), Atlanta 1996 e Sydney 2000.
Com a equipe da Alemanha participou em Atenas 2004, obtendo o sexto lugar.
Em 13 de agosto de 2008, Munkhbayar Dorjsuren ganhou a segunda medalha de bronze nos Jogos Olímpicos de Verão de 2008 de Pequim na modalidade Pistola 25 m.
Dorjsuren vive com sua filha em Schweinfurt.